# L'uomo meccanico
L'uomo meccanico er en italiensk stumfilm fra 1921 af André Deed.

## Medvirkende
- André Deed som Modestino D'Ara
- Valentina Frascaroli som Margherita Donadieff
- Mathilde Lambert som Elena D'Ara
- Gabriel Moreau som Professor D'Ara
- Ferdinando Vivas-May
- Giulia Costa